# グロンドーナ
グロンドーナ（伊: Grondona）は、イタリア共和国ピエモンテ州アレッサンドリア県にある、人口約500人の基礎自治体（コムーネ）。

## 地理

### 位置・広がり
| 隣接するコムーネは以下の通り。括弧内のGEはジェノヴァ県所属を示す。 - アルクアータ・スクリーヴィア - ボルゲット・ディ・ボルベーラ - イーゾラ・デル・カントーネ (GE) - ロッカフォルテ・リーグレ - ヴィニョーレ・ボルベーラ |

### 地震分類
イタリアの地震リスク階級 (it) では、3 に分類される
。

## 行政

### 分離集落
グロンドーナには、以下の分離集落（フラツィオーネ）がある。
- Cá di Lemmi, Chapparolo, Lemmi, Sasso, Sezzella, Torrotta, Variana